# NGC 5363
NGC 5363 је лентикуларна галаксија у сазвежђу Девица која се налази на NGC листи објеката дубоког неба.
Деклинација објекта је + 5° 15' 14" а ректасцензија 13h 56m 7,1s. Привидна величина (магнитуда) објекта NGC 5363 износи 10,5 а фотографска магнитуда 11,4. Налази се на удаљености од 22,4000 милиона парсека од Сунца. NGC 5363 је још познат и под ознакама UGC 8847, MCG 1-36-2, CGCG 46-7, IRAS 13536+0529, PGC 49547.